# Chloe Vevrier
Chloe Vevrier, all'anagrafe Andrea Irena Fischer (Berlino, 18 settembre 1968), è un'ex attrice pornografica tedesca.
Modella e attrice soft e hardcore, è nota soprattutto per l'abbondante seno naturale (38JJ), che le ha consentito di diventare una delle modelle più apprezzate delle riviste di settore come Juggs. Nella sua lunga carriera (iniziata nei primi anni novanta e che prosegue tuttora) ha posato quasi esclusivamente da sola o con altre modelle in scene di genere lesbico.

## Carriera
Nata a Berlino Est da genitori di origini francese e cecoslovacca, cominciò la propria carriera come modella negli spettacoli underground di lingerie di Berlino, proseguendo poi come spogliarellista e iniziando a realizzare servizi fotografici erotici. Dopo la caduta del muro si trasferì a Londra, dove proseguì sia gli studi che la carriera di modella, iniziando a utilizzare lo pseudonimo di Chloe Vevrier nel 1992. Nell'arco degli anni novanta si impose nel mondo della pornografia softcore e hardcore posando per riviste patinate di grande fama come Juggs, Gent, Mayfair, Bachelor e soprattutto Score, con cui collaborò ininterrottamente per un decennio, diventando una delle modelle simbolo della rivista, e guadagnandosi uno spazio personale sul sito di Score, chloesworld.com. Nello stesso periodo realizzò anche diversi film pornografici, e diede vita per qualche tempo a un sito web chiamato The Fantasy Cafe, in collaborazione con altre due famose modelle, Busty Dusty e Traci Topps.
Intorno all'inizio degli anni 2000 Vevrier fondò un proprio sito web, chloevevrier.com, allo scopo di mostrare al suo pubblico "cos'altro c'è dietro un grande seno" e poco dopo interruppe il proprio rapporto con Score a causa di dissapori con la società.
Nonostante la sua lunga carriera nel settore della pornografia, Vevrier ha realizzato pochi film e servizi fotografici hardcore, e quasi tutti di genere lesbian. Fra le sue prime pellicole di sesso lesbico si possono citare Hirsute Lovers e Bangkok Bangers. Solo due film di Vevrier includono scene di sesso eterosessuale: Ultimate Chloe (noto come Chloe's Hardcore Debut negli Stati Uniti) e Ultimate Encore.
Vevrier continua tuttora l'attività di modella realizzando regolarmente nuovo materiale per il proprio sito. Nel 2007 è apparsa come attrice nel film Stash, una commedia noir diretta da Jay Bonansinga, in cui ha ottenuto anche la qualifica di assistente creativa.

## Interessi e vita privata
Oltre all'attività nella pornografia, Vevrier è una massaggiatrice professionista, pratica yoga, e si interessa alla medicina olistica (disciplina in cui si è diplomata a Londra) e allo studio della kabbalah. Sul suo sito si trovano diversi saggi scritti da Vevrier su questi temi e su quello correlato del sesso tantrico. Vevrier ha sostenuto che la pratica di una particolare forma di yoga nota come yoga tantrico ha contribuito al continuo ingrossamento del suo seno negli anni successivi allo sviluppo.
Questi interessi di Vevrier si riflettono in parte anche nella sua produzione pornografica, che fin dai tempi di Score è stata dominata da un forte interesse per la "sessualità naturale". Vevrier si è distinta dallo stereotipo della pornostar rifiutandosi di cambiare il colore di capelli e, per molti anni, anche di depilarsi, nonché per la muscolatura insolitamente tonica per una modella. Recentemente è ricorsa invece alla chirurgia plastica per rifarsi il naso. Nel suo sito web ha fondato una "scuola dell'amore", in cui descrive la propria idea della vita e della sessualità. Si definisce una donna, una ricercatrice, una poetessa, alla ricerca dell'anima e devota a un'unica verità: l'Amore.

## Filmografia parziale
- Hirsute Lovers 2 (1991)
- Hirsute Lovers 3 (1991)
- Big Busty 49 (1992)
- Introducing Chloe (1993)
- Chloe on Location (1993)
- Chloe in Japan (1993)
- The Chloe Story (1994)
- Score Busty Covergirls Vol. 7: Honey Moons & Chloe Vevrier (1994)
- On Location in the Bahamas (1994)
- Girls Around the World 22: Crystal Topps and Friends (1994)
- Boob Cruise '94 (1994)
- Boob Cruise '95 (1995)
- On Location: Japan (1996)
- Busty Centerfolds 2 (1996)
- Tit to Tit 4 (1996)
- Double D Dolls 6 (1996; distribuito negli Stati Uniti come Voluptuous 6)
- Busty Bangkok Bangers (1996)
- On Location in Fantasy Island (1997)
- Chloe's Busty Conquests (1997; distribuito negli Stati Uniti come Chloe's Big Tit Conquests)
- The Greatest Big Bust Video Ever (1997)
- Ben Dover Does the Boob Cruise (1997)
- Boob Cruise '97 (1997)
- Ultimate Chloe (1999; distribuito negli Stati Uniti come Chloe's Hardcore Debut)
- Bosom Buddies 2 (2000)
- Ultimate Encore (2000; distribuito negli Stati Uniti come Chloe's Ultimate Encore)
- A Date with Seduction (2001)
- Bosom Buddies 3 (2001)
- Bosom Buddies 5 (2002)
- Ultimate Susie Wilden (2002)
- The Best of Bosom Buddies 2 (2003)
- (non pornografico) Stash (2007)